# Хороату-Красней
Хороату-Красней (рум. Horoatu Crasnei) — село у повіті Селаж в Румунії. Адміністративний центр комуни Хороату-Красней.
Село розташоване на відстані 388 км на північний захід від Бухареста, 13 км на південний захід від Залеу, 65 км на північний захід від Клуж-Напоки.

## Населення
За даними перепису населення 2002 року у селі проживали 1016 осіб.
Національний склад населення села:
| Національність | Кількість осіб | Відсоток |
| -------------- | -------------- | -------- |
| румуни         | 568            | 55,9%    |
| угорці         | 367            | 36,1%    |
| цигани         | 81             | 8,0%     |

Рідною мовою назвали:
| Мова      | Кількість осіб | Відсоток |
| --------- | -------------- | -------- |
| румунська | 600            | 59,1%    |
| угорська  | 368            | 36,2%    |
| циганська | 48             | 4,7%     |